# 민주 교육
민주 교육(民主敎育, 영어: Democratic education)은 교육에 민주주의 통치 원리를 대입시킨 교육 철학이다. 민주교육은 대표적으로 두 가지로 나뉘는데, 교권이 어느 정도 인정되고, 학생회장 선거로 통해 선출된 학생회장이 특정 교육 기관에 학생들이 원하는 교육 방침 전하는 간접 민주교육이 있으며, 교권과 학생권이 동등하고 회장이 없고, 각 교육 기관의 정책 사항을 학생들의 직접 투표로 결정하는 직접 민주교육이 있다. 대부분 학교는 '간접 민주교육'을 따르고 있다.
교사의 권위가 전적으로 인정되고, 학생들이 맹목적으로 교사의 명령에 따르는 '권위교육'의 반대격이며, 그렇다고 해서 학생들을 방종하는 '방임교육'과도 다른 뜻으로 전해진다. 간접·직접 민주교육이든 그 공통점은 제자와 스승 간의 자유롭고 민주적인 이해관계 속에서 제자는 스승을 존중하고 스승은 제자를 이해한다는 점이다. 여기서 민주교육의 기본은 학생의 기본권 보장과 교사, 학생과 교사의 평등한 지위, 공동 책임, 선택의 자유, 학생의 인격존중 그리고 모든 개체의 자유, 평등을 강조하는 교육을 하는 것이다. 민주교육 실행의 본질은 학생의 편의를 위해서 실행된게 아니라, 시민이 갖추어야 할 민주주의적 덕목을 가르치기 위함이다.

## 개요
교육학자인 존 듀이(영어: John Dewey)가 처음으로 주장했다. 그는 민주주의와 교육 철학을 대치시켜, 민주주의가 계속 발전하려면 교육부터 민주주의가 포함되어야 한다고 주장했다. 현실에서는 최초로 민주교육을 따른 학교는 1921년에 설립된 영국의 서머힐 학교가 있었다. 호주, 미국, 북유럽 각지에서는 민주교육을 따르는 학교가 존재했지만, 자유주의가 확립되기 전인 20세기 이전 까지는 대부분 학교는 권위교육을 실행했다. 1993년 민주교육 철학을 따르는 여러 교육론자는 '국제 민주교육학회'을 설립하고 2005년부터 본격적으로 민주교육 철학을 국제적으로 주장했다.

### 대한민국의 민주교육
일제강점기 당시 일본 제국이 행했던 파쇼적 교육을 받아들인 대한민국은 1980년대 이전 까지는 매우 권위주의적인 교육 방법을 하고 있었다. 몇몇 학교는 당시 교내에 군인을 배치하여 학생들의 생활을 감시하며 강제적으로 선도했다. 그러나 1990년대 민주주의적 정치인이 정권을 잡으면서 권위교육은 점점 사라지고 대부분 간접 민주교육으로 바뀌었다. 그러나 아직 문화적으로는 권위교육을 선호하는 중장년층이 많으며, 형식적으로 민주교육 철학이념을 따르고 있으나 대부분 사립 학교에서는 소위 '명문 대학'의 진학률을 올리기 위해 압제적인 권위교육을 실행하기도 한다. 또한, 학교 문화적으로도 두발규제, 복장규제를 엄히 하는 학교가 대다수이다. 그리고 형식적으로는 간접 민주교육을 따르나, 학생회장의 역할이 축소되어 학생회장 자체가 있으나 마나 한 존재로 여겨진다. 또한, 권위교육을 받고 자란 대다수 중장년층은 민주교육을 방임교육과 동일시하여 좋지 않은 시선으로 본다. 이 때문에 현재 대한민국의 민주교육은 간접적으로라도 학생들의 의견이 제대로 반영되지 않는 교육 체제로 알려졌다.

## 같이 보기
- 구성주의 (교육)

## 관련 서적
- 존 듀이 저 《민주주의와 교육》